# Uhuru Mobile
Uhuru Mobile es un sistema operativo seguro basado en Android.
Un sistema operativo es el programa principal que permite el funcionamiento de los teléfonos inteligentes, tabletas y PCs funcionar. Esta herramienta central conecta y coordina todos los componentes como el núcleo, los software o los controladores de dispositivos, ayudando los usuarios a gestionar sus dispositivos. 
Uhuru Mobile es una solución completa compuesta por una tienda de aplicaciones, un sistema operativo modificado basado en Android, una red privada virtual y una solución de encriptación de SMS.
El propósito de Uhuru Mobile es impedir los ataques físicos.

## Historia
El nombre Uhuru viene del idioma suajili y significa libertad y independencia.
Uhuru móvil es el resultado de un proyecto de investigación y desarrollo iniciado en 2012 para promover la soberanía digital.
Como un sistema operativo basado en Android, Uhuru móvil se centra en la seguridad y la privacidad de los usuarios, particulares o empresas, en los dispositivos móviles.
El sistema operativo está actualmente desarrollado por una compañía Editor de software llamada Teclib'.

## Descripción del Software[6]

### Protección múltiples-niveles
- Núcleo - Kernel: El sistema central está protegido contra los códigos maliciosos o desconocidos, así como contra los ataques o accesos físicos.[7]
- Protección del sistema: Los recursos críticos están protegidos de forma dinámica contra los malware y las explotaciones de vulnerabilidad,[8] garantizando la integridad de los componentes del sistema operativo.
- Protección de los datos: Los datos del usuario en el dispositivo están altamente encriptados.[9] Los recursos de autenticación de usuario están protegidos mediante certificados.

- Protección de las aplicaciones: Las aplicaciones que pueden ser instaladas en el dispositivo vienen exclusivamente de una tienda de aplicaciones certificadas. Todas estas aplicaciones son analizadas y están certificadas antes de estar disponibles en la tienda de aplicaciones Uhuru.

### Funcionalidades adicionales[10]
Para garantizar la protección y la seguridad del sistema operativo durante el uso de las aplicaciones, un mercado dedicado ha sido instalado (en sustitución al Google Play Store). La tienda de aplicaciones de Uhuru Mobile sólo cuenta con aplicaciones aprobadas y certificadas por un equipo de expertos en seguridad. Para responder a las necesidades de las empresas, también existe la posibilidad de personalizar la tienda Uhuru, con sus propias aplicaciones.
Uhuru Mobile dispone de un sistema de engaño, enviando falsas coordenadas de localización GPS a las aplicaciones. Esta herramienta de engaño de geolocalización permite a los usuarios engañar algunas aplicaciones. Los administradores IT pueden definir las coordenadas de redireccionamiento. Por ejemplo, en la versión de demostración, se enviaron las coordenadas de la sede de la NSA, vía el sistema de engaño.
Uhuru Mobile proporciona una herramienta de mobile device management para la gestión de los dispositivos móviles sin necesidad de configuración adicional. Los administradores IT tienen acceso a una consola web para administrar y gestionar la flota Uhuru Mobile y todas las aplicaciones vinculadas (como la instalación/supresión remota de aplicaciones o la configuración de cuentas de usuarios).